# Frans Masson
Pour les articles homonymes, voir Masson.
 (juin 2025).
Frans Masson, né le 22 août 1950, est un entraîneur belge de football.

## Carrière
Il est vers 2010 entraîneur adjoint au Standard de Liège. Il avait déjà effectué un passage dans le club liégeois en 2005-2006 en qualité d'entraîneur-adjoint de Dominique D'Onofrio.
Il était, auparavant, le patron de l'école fédérale des entraîneurs belges. Il a aussi été entraîneur des équipes nationales de jeunes en Belgique, du Stade Brainois, de La Forestoise et des Francs Borains.
Il est également formateur pour le compte de la FIFA.